# Flabellum thouarsii
Flabellum thouarsii är en korallart som beskrevs av Milne Edwards och Jules Haime 1848. Flabellum thouarsii ingår i släktet Flabellum och familjen Flabellidae. Inga underarter finns listade i Catalogue of Life.